# والابهی (گجرات)
والابهی (به انگلیسی: Vallabhi) یک منطقهٔ مسکونی در هند است که در Vallabhipur Taluka واقع شده‌است.